# Limský záliv
Limský záliv (chorvatsky Limski zaljev), zvaný též Limský fjord (Limski fjord) nebo Limský kanál (Limski kanal), je úzký, do pevniny hluboce zařízlý záliv na západním pobřeží Istrie v Chorvatsku. U jeho ústí do moře leží města Vrsar na severu a Rovinj na jihu.
Limský záliv vznikl v době ledové zatopením části krasového údolí. Geomorfologicky se tedy nejedná o fjord, přestože je tak často nazýván.

## Poloha a popis
Záliv zasahuje do pobřeží do hloubky více než 10 km, v nejširším místě je jeho šířka téměř 600 m. Po obou stranách je lemován strmými skálami, které přesahují výšku 100 m. Ve skalách kolem zálivu jsou četné jeskyně. Archeologické nálezy odkryly stopy po člověku z doby neolitu.

## Název
Název je odvozen z latinského slova limes, které znamená hranice. V antické době byl totiž záliv přirozenou hranicí mezi dvěma římskými provinciemi - Dalmácií a Itálií.

## Turistika
Turisticky významná je Romualdova jeskyně, pojmenovaná po sv. Romualdovi – zakladateli benediktinského kláštera sv. Michala nedaleko od Limského zálivu.
Záliv a jeho okolí jsou přírodní rezervací. K zálivu připlouvají výletní lodě, pro sportovní a rybářské lodě je záliv uzavřen.